# Hayrenyac
Hayrenyac (in armeno Հայրենյաց?), in passato conosciuto come Songyurlu e Songyur, è un comune di 729 abitanti (2001) della provincia di Shirak in Armenia.